# Shenipsit State Forest
Shenipsit State Forest ist ein State Forest im US-Bundesstaat Connecticut auf dem Gebiet der Gemeinden Somers, Ellington, and Stafford. Der State Forest umfasst 11 zerstreute Territorien. Das Hauptquartier beherbergt auch das Civilian Conservation Corps Museum, in dem Andenken an die CCC-Camps im Osten der Vereinigten Staaten ausgestellt werden.
Der Forst wird intensiv zur Holzgewinnung genutzt.

## Geographie
Der Forst besteht aus elf verstreut liegenden Parzellen im Einzugsgebiet des östlichen Connecticut River Valley. Er erstreckt sich zum Großteil über die Eastern New England Uplift. Der höchste Punkt in diesem Gebiet ist der Soapstone Mountain mit 327,6 m (1,075') über dem Meer. Höher noch ist der Bald Mountain mit 325 m (1,121') auf dem Gebiet der Gemeinde Somers. Bald Mountain ist auch der höchste Punkt entlang des östlichen Hanges des Connecticut River Valley zwischen dem Long Island Sound und der Grenze von Vermont. Das Terrain erhebt sich bis zu 243 m über die Talsenke. Der Boden ist durchsetzt mit Findlingen und großen Erratischen Blöcken aus der letzten Eiszeit. Soapstone Mountain wurde in der Kolonialzeit als Steinbruch zur Gewinnung von Speckstein benutzt.

## Freizeitmöglichkeiten
Der Shenipsit Trail, der über 64 km (40 mi) von East Hampton nach Somers führt, zieht sich auch durch den State Forest und passiert den Gipfel von Soapstone Mountain. Auf diesem Gipfel steht der einzige Aussichtsturm in Nordost-Connecticut. Der ursprüngliche Wildbrandwachtturm wurde 1971 abgebaut. Darüber hinaus gibt es noch eine ganze Anzahl weiterer Forstwege.